# Akrahreppur
Akrahreppur war eine isländische Gemeinde im Nordwesten von Island.
Sie schloss sich zum 14. Mai 2022 der Gemeinde Skagarfjörður (isländisch Sveitarfélagið Skagafjörður) an.
Die neue Gemeinde heißt jetzt Skagafjörður ohne Sveitarfélagið und ist die einzige Gemeinde im Bezirk Skagafjarðarsýsla.
Am 1. Januar 2021 hatte die Gemeinde 204 Einwohner. Der Haupterwerbszweig ist die Landwirtschaft. In dieser Gemeinde gibt es keine Ortschaften.

## Geografie

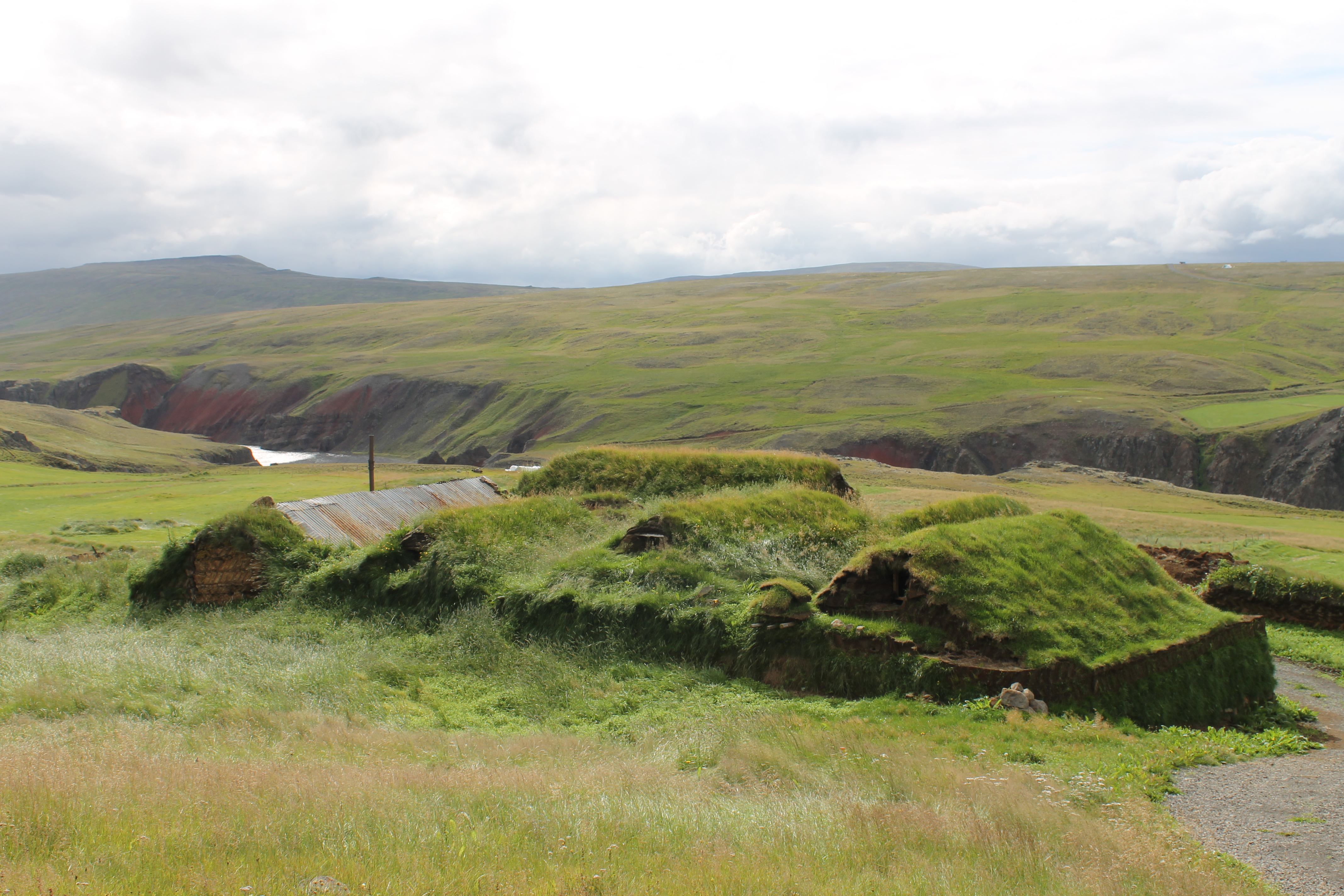
Verlassener Hof Tyrfingsstaðir

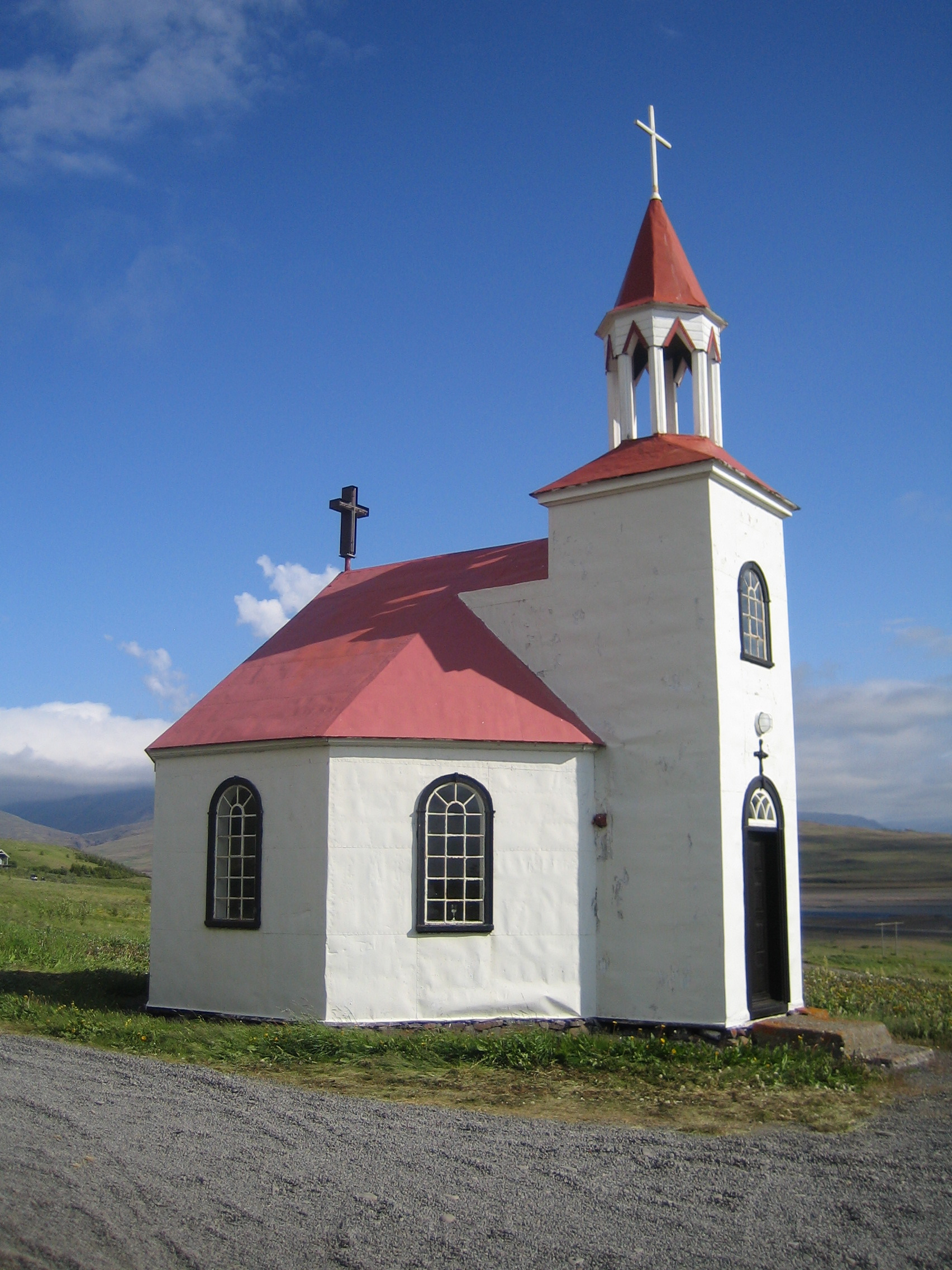
Kirche des Hofs Silfrastaðir

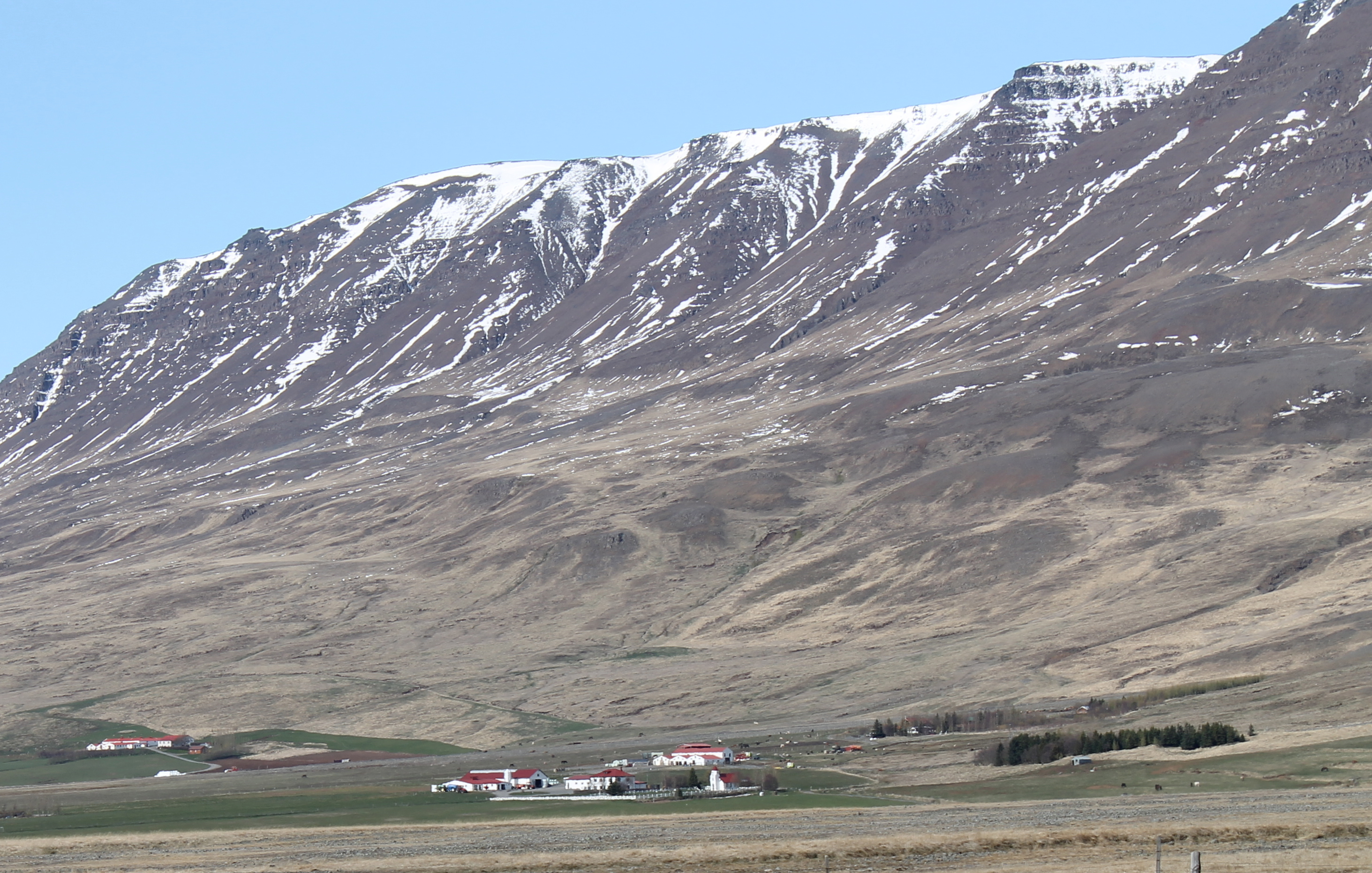
Gehöft Flugumýri

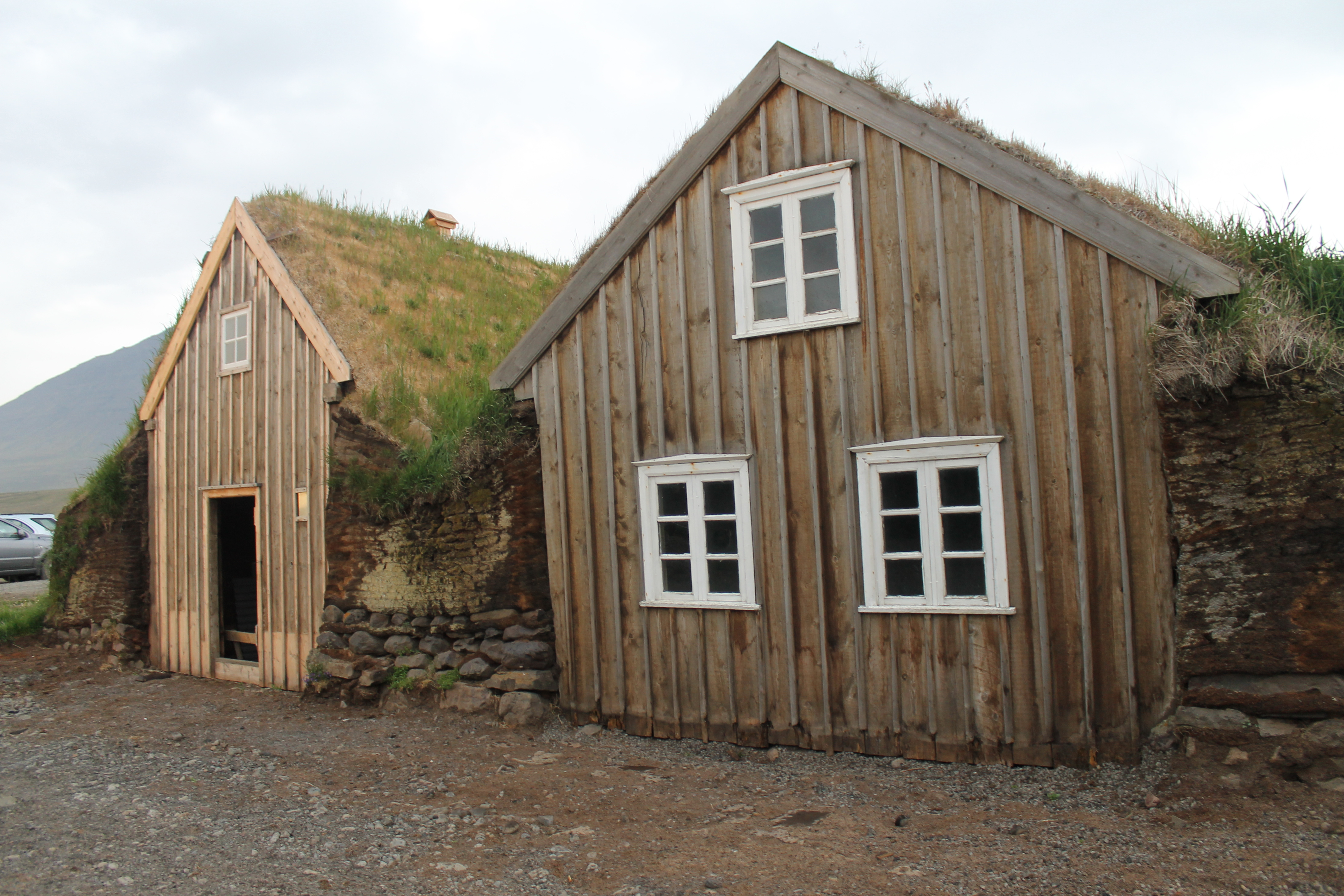
Torfhof Akrar

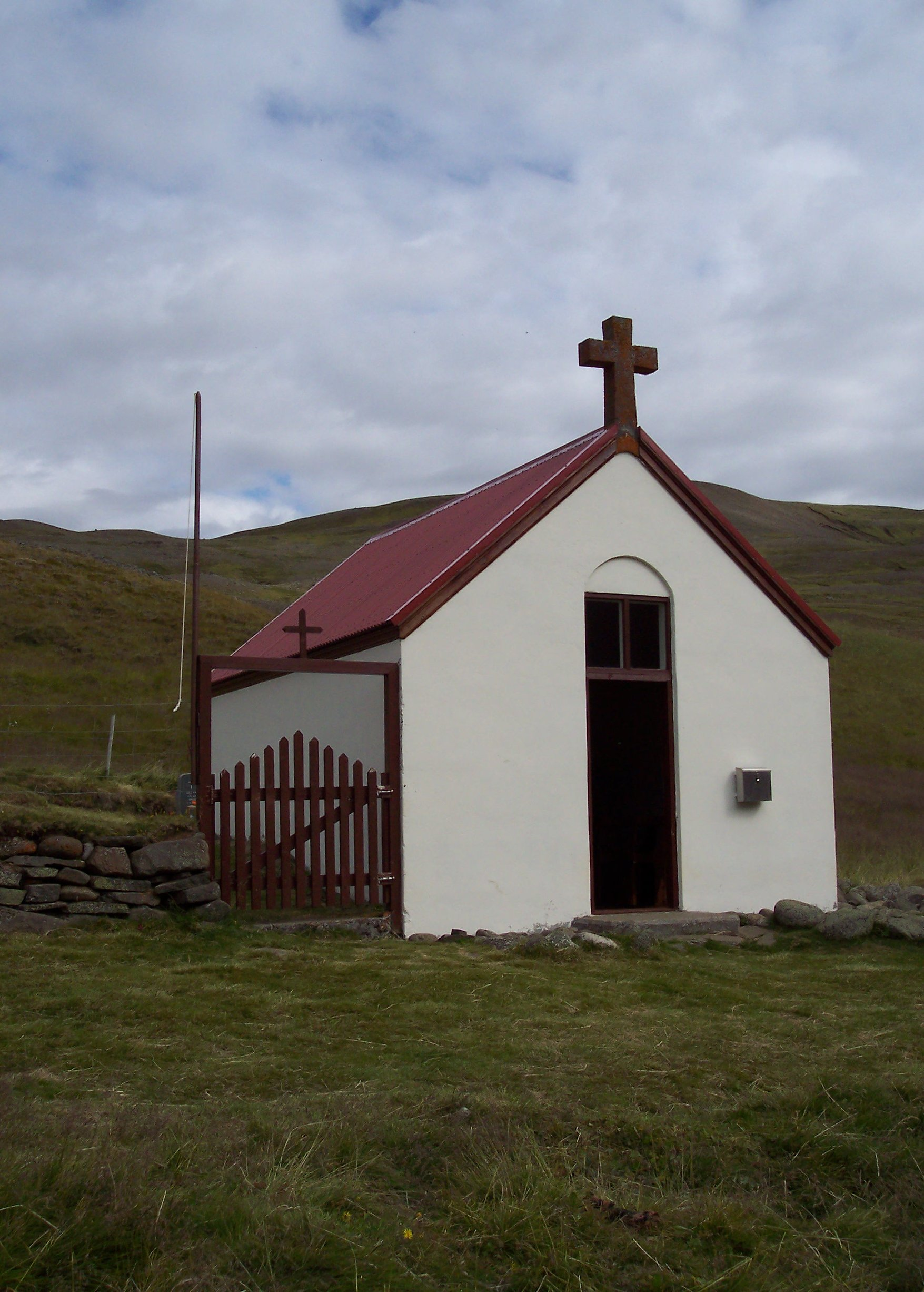
Kirche Ábæjarkirkja

Die Gemeinde liegt östlich des Flusses Héraðsvötn. Das Gemeindegebiet erstreckt sich in Nord-Süd-Richtung von der Gegend östlich von Varmahlíð mit den Blönduhlíðarfjöll bis zum Hofsjökull, der teilweise zum Gemeindegebiet gehört. Im Nordosten der Gemeinde befindet sich die Öxnadalsheiði.

## Geschichte
Die Gemeinde trug früher den Namen Blönduhlíðarhreppur.

## Verkehr
Der Hringvegur quert Akrahreppur auf knapp 40 km durch das Norðurárdalur und über die Öxnadalsheiði.

## Höfe und Bauwerke
Auf dem Gebiet der Gemeinde gibt es auf fünf Höfen jeweils eine eigene Kirche: Flugumýri, Miklibær, Silfrastaðir, Goðdalir und Ábær í Austurdal.
Der verlassene Hof Tyrfingsstaðir ist wegen der traditionellen Architektur aus Torf sehenswert. Auch auf dem Hof Akrar sind Gebäude aus Torf aus der Zeit von Skúli Magnússon gut erhalten.
Die Kirche Flugumýrarkirkja des Hofes Flugumýri wurde bereits 1253 in der Sturlunga Saga beschrieben, das heutige Gebäude wurde 1929–1930 mit einem massiven Turm erbaut.
Auch die Miklibaejarkirkja auf dem Hof Miklibaer wurde bereits in der Sturlunga Sage beschrieben (1234 und 1238), und der jetzige Bau wurde 1973 erbaut.
Die Holzkirche Silfrastaðakirkja des Hofes Silfrastaðir wurde 1896 mit einem achteckigen Grundriss erbaut, wobei ihr Durchmesser 6,47 m und die Seitenlänge 2,70 m beträgt, und der Turm wurde 1902 vollendet. Die Torfkirche, die im Freilichtmuseum Árbaer in Reykjavík zu sehen ist, stand ursprünglich auf Silfrastaðir, wo sie 1842 erbaut wurde.
Die Ábæjarkirkja Skagafirði des Hofes Ábaer wurde 1922 eingeweiht. Zum ersten Mal urkundlich erwähnt wurde sie bereits 1318.
Die Goðdalakirkja des Hofes Goðdalir wurde 1904 aus dem Holz der 1885 errichteten Vorgängerkirche erbaut, die 1903 bei einem Unwetter zerstört worden war. Bereits vor der Reformation gab es auf dem Hof eine Kirche, die dem hl. Nikolaus geweiht war. Seit 1990 steht die Goðdalakirkja unter Denkmalschutz, ihre Länge beträgt 7,64 m und ihre Breite 5,82 m.
Der Torfhof Stóru Akrar wurde 1743–1745 auf Geheiß von Skúli Magnússon erbaut. Das Gebäude ist 12 m lang und 13,5 breit. Zeitweise diente es als Thingstätte.